# Capitolazione di Tainan
La capitolazione di Tainan, il 21 ottobre 1895, fu l'ultimo atto dell'invasione giapponese di Taiwan. La capitolazione pose fine alla breve esistenza della Repubblica di Formosa e inaugurò il dominio coloniale giapponese su Taiwan.

## Contesto
Dopo la firma del Trattato di Shimonoseki tra la dinastia Qing e il Giappone, i funzionari taiwanesi che si opponevano alla cessione di Taiwan al Giappone proclamarono la Repubblica di Formosa e raccolsero forze per resistere all'imminente invasione giapponese. Il 6 1895, a seguito dell'occupazione del nord di Taiwan da parte dell'esercito imperiale giapponese, il presidente taiwanese Tang Jingsong fuggì dall'isola. Il 26 giugno 1895 il comandante di quella che fu la guarnigione Qing e vicepresidente della Repubblica di Formosa Liu Yongfu annunciò la sua successione al ruolo di capo del governo repubblicano e utilizzò la sua base di Tainan come capitale della repubblica.
La conquista di Tainan divenne a questo punto un imperativo politico e strategico per i giapponesi ma si rivelò più facile a dirsi che a farsi. La crescente resistenza all'occupazione, impedì ai giapponesi di avanzare immediatamente su Tainan. Durante la seconda fase della campagna, da giugno ad agosto, i giapponesi si assicurarono il centro di Taiwan occupando Miaoli e Changhua. Si fermarono poi per un mese e intrapresero la terza e ultima fase della campagna, l'avanzata su Tainan, solo nella seconda settimana di ottobre.
L'arrivo di importanti rinforzi (la 2ª divisione provinciale, trasferita dalla 2ª armata giapponese in Manciuria, e parte della 4ª divisione provinciale, proveniente da Osaka) permise ai giapponesi di avvicinarsi a Tainan da tre direzioni, contemporaneamente.  Il 10 ottobre 1895 due task force salparono dalle isole Pescadores. La task force più piccola, 5460 uomini al comando del principe Fushimi, sbarcò a Pa-te-chui (布袋嘴), a nord di Tainan. La task force più grande, 6330 uomini al comando del tenente generale Nogi, sbarcò a Fangliao (枋寮), molto più a sud di Tainan, e aveva come obiettivo primario la cattura del porto di Takow (la moderna Kaohsiung), venticinque miglia a nord di Fangliao. Nel frattempo, la divisione delle Guardie Imperiali, allora a Changhua, ricevette l'ordine di continuare ad avanzare verso Tainan. Poco meno di 20000 soldati giapponesi si avvicinarono a Tainan contemporaneamente, da nord, nord-est e sud. Liu Yongfu poteva probabilmente schierare un maggior numero di uomini, ma i cinesi e i taiwanesi avevano ormai poche speranze di arginare l'avanzata giapponese su Tainan.

## Avanzata giapponese su Tainan

### Presa di Yunlin e Chiayi
La divisione delle Guardie Imperiali iniziò la sua marcia verso sud da Changhua il 3 ottobre 1895. Il 6 ottobre 1895 l'avanguardia della divisione sconfisse 3000 insorti a Talibu. Il 7 ottobre 1895 la divisione combatté un'importante azione contro gli insorti a Yunlin, riuscndo a scacciarli da alcune posizioni fortificate. Il 9 ottobre 1885 la divisione combatté la seconda battaglia più importante della campagna, la battaglia di Chiayi, per prendere d'assalto la città fortificata di Chiayi, dove gli insorti avevano deciso di opporsi con determinazione ai giapponesi. Secondo i rapporti, i cinesi e i formosani contavano 10000 uomini tra regolari e volontari. La cifra reale era probabilmente di circa 3000 uomini, ma gli insorti furono affiancati da 600 Bandiere nere, che combattevano contro i giapponesi per la prima volta durante la campagna e che schierarono sulle mura della città anche cannoni e mitragliatrici. Dopo un bombardamento preliminare con l'artiglieria da montagna, i giapponesi scalarono le mura e fecero irruzione in città. Gli insorti furono sconfitti e lasciarono sul campo oltre 200 morti. Il totale delle perdite della divisione delle Guardie Imperiali negli scontri sostenuti tra il 3 e il 9 ottobre 1895 fu di 14 morti e 54 feriti. Alla divisione fu ordinato di fermarsi a Chiayi e di attendere che la spedizione del principe Fushimi, proveniente da nord, sbarcasse a Pa-te-chui prima di riprendere l'avanzata.

### Offerta di resa condizionata di Liu Yongfu
Il 10 ottobre 1895, scoraggiato dalla notizia della caduta di Chiayi, Liu Yongfu fece un'offerta di resa condizionata ai giapponesi. Chiese che nessun formosano fosse punito per aver preso le armi contro i giapponesi e che tutti i soldati cinesi ancora a Taiwan fossero trattati in modo corretto e rimpatriati a Canton o ad Amoy. L'offerta di resa fu trasmessa al quartier generale giapponese di Makung nelle Pescadores dalla nave da guerra britannica HMS Pique. I giapponesi risposero che avrebbero inviato una nave da guerra ad Anping, il porto di Tainan,  per discutere le proposte di Liu. Il 12 ottobre 1895 l'incrociatore giapponese Yoshino arrivò al largo di Anping, ma Liu Yongfu si rifiutò di salire a bordo, forse temendo un tradimento. I giapponesi lo informarono quindi che avrebbero accettato solo la resa incondizionata.

### Vittoria giapponese a Shau-lan
Nel frattempo le altre due colonne giapponesi stavano facendo sentire la loro presenza. La colonna settentrionale del principe Fushimi, che comprendeva il 5º e il 17º reggimento di fanteria, sbarcò a Pa-te-chui il 10 ottobre 1895. La divisione, durante la sua avanzata verso sud, ebbe diversi vivaci scontri. Tra questi vi furono uno scontro a Kaw-wah-tau il 12 ottobre 1895, nel corso del quale le perdite giapponesi furono lievi, e uno scontro vicino a Kiu-sui-kei il 16 ottobre 1895. Nel corso di quest'ultimo, il cui obiettivo era quello di disimpegnare una compagnia del 17º reggimento che era stata circondata dagli insorti,  i giapponesi ebbero 9 morti e 10 feriti, gli insorti almeno 60 morti. Il 18 ottobre 1895 il 5º reggimento di fanteria, sostenuto da una batteria di artiglieria e dalla cavalleria, sbaragliò gli insorti a Ongo-ya-toi. Le perdite giapponesi furono di 3 morti e 14 feriti, mentre gli insorti lasciarono 80 morti sul campo di battaglia. Lo stesso giorno il 17º reggimento incontrò i formosani a Tion-sha e inflisse loro una pesante sconfitta. Le perdite formosane furono calcolate in circa 400 morti, mentre da parte giapponese fu ferito solo un ufficiale. Nel frattempo, l'avanguardia della brigata aveva sloggiato circa 4000 insorti, armati di fucili a ripetizione, dal villaggio di Mao-tau, a sud del fiume So-bung-go, pur sebendo perdite relativamente elevate. Il 19 ottobre 1895, in una battaglia per catturare il villaggio fortificato di Shau-lan, i giapponesi si vendicarono delle perdite subite. Il 17º reggimento intrappolò 3000 insorti all'interno del villaggio e infliggendo loro perdite molto pesanti durante l'assalto. Gli inorti quasi mille morti, mentre le perdite giapponesi furono di soli 30 tra morti e feriti, compresi 3 ufficiali.

### Presa di Takow
La colonna del tenente generale Nogi, che avanzva da sud ed era composta da 6330 soldati, 1600 coolie militari e 2500 cavalli, sbarcò a Fangliao il 10 ottobre 1895 e affrontò i miliziani formosani a Ka-tong-ka (茄苳腳, l'odierna Jiadong) l'11 ottobre 1895. Nella battaglia di Chiatung i giapponesi ottennero una vittoria, ma subirono le più pesanti perdite in combattimento della campagna: 16 morti e 61 feriti. Tra le vittime ci furono tre ufficiali. Il 15 ottobre 1895 la colonna di Nogi si avvicinò all'importante porto di Takow (Kaohsiung), ma scoprì di essere stata preceduta dalla marina. Due giorni prima, il 13 ottobre 1895, i forti di Takow erano stati bombardati e messi a tacere dalle navi giapponesi Yoshino, Naniwa, Akitsushima, Hiei, Yaeyama e Saien, e truppe da sbarco avevano occupato la città. Gli uomini di Nogi continuarono quindi ad avanzare e il 16 ottobre 1895 presero la città di Pithau (埤頭, l'odierno distretto di Fongshan). Il 20 ottobre 1895 si trovavano nel villaggio di Ji-chang-hang, a pochi chilometri a sud di Tainan. Lì, nella notte dello stesso giorno, ricevettero un'offerta di resa incondizionata dai mercanti cinesi della città.

## Il crollo della Repubblica di Formosa

### Fuga di Liu Yongfu

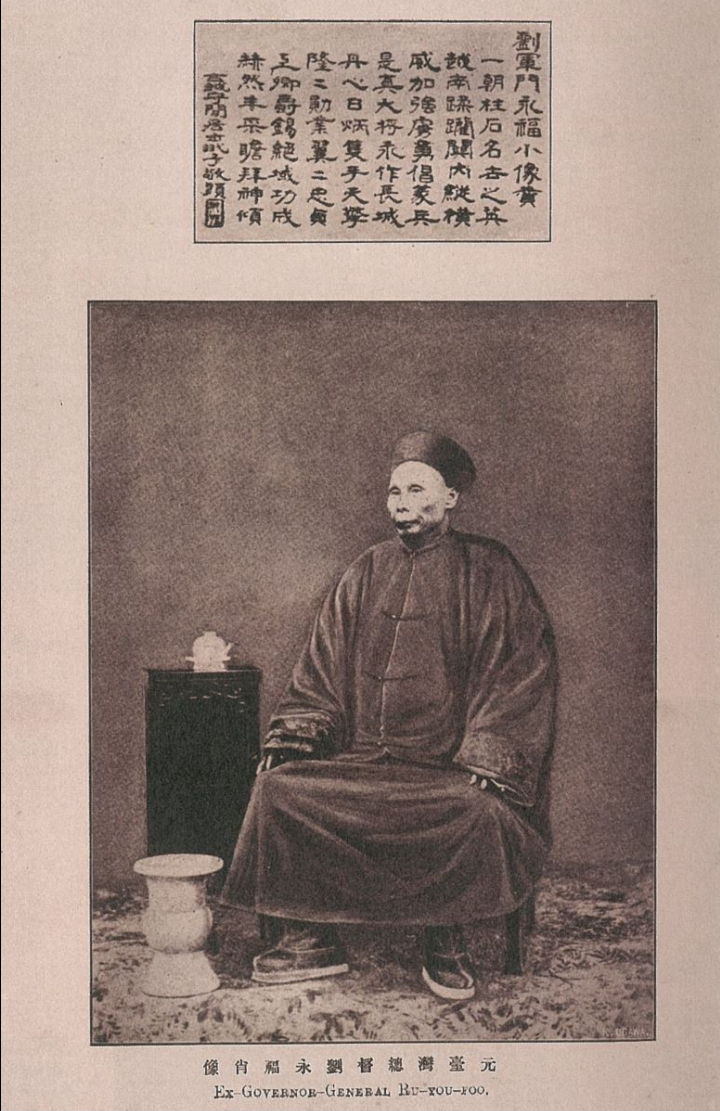
Liu Yongfu (1837–1917)

Il 19 ottobre 1895, rendendosi conto che la guerra era persa, Liu Yongfu decise di partire per la Cina continentale. Accompagnato da un centinaio di ufficiali della guarnigione di Tainan, lasciò la città durante la notte con la scusa di andare a ispezionare le difese di Anping. Poi si travestì da coolie e la mattina del 20 ottobre 1895 salì a bordo del mercantile britannico Thales, diretto ad Amoy. I giapponesi vennero a conoscenza della fuga di Liu Yongfu solo il mattino seguente, dopo aver marciato verso Anping e Tainan. Il 21 ottobre 1895 il Thales fu inseguito dall'incrociatore Yaeyama, fermato a quindici miglia da Amoy e abbordato da marinai giapponesi. I marinai giapponesi non riconobbero Liu Yongfu, ma annunciarono l'intenzione di arrestare sette presunti braccianti cinesi che si trovavano a bordo della nave britannica senza poterlo giustificare in modo soddisfacente. Anche se i giapponesi non lo sapevano, uno dei sette braccianti era Liu Yongfu. La sua fuga ebbe successo grazie all'intervento del capitano britannico che, indignato per essere stato abbordato in alto mare, protestò vigorosamente per la perquisizione illegale. Quando il Thales raggiunse Amoy, tutti i suoi passeggeri, compreso Liu Yongfu, furono autorizzati a scendere a terra senza ulteriori ostacoli. L'ammiraglio Arichi Shinanojo, comandante della flotta giapponese durante l'invasione di Formosa, fu poco dopo costretto a dimettersi a seguito della protesta britannica rivolta al Giappone. Solo in seguito i giapponesi scoprirono quanto fossero stati vicini alla cattura di Liu Yongfu.

### La capitolazione di Tainan
La notizia che Liu Yongfu aveva abbandonato la lotta si diffuse a Tainan la mattina del 20 ottobre 1895. All'inizio fu stata accolta con stupore e incredulità. Soldati e civili si aggiravano per le strade della città, discutendo con toni animati di questa improvvisa svolta. Poi i soldati cominciarono a lasciare Tainan, dirigendosi verso il porto di Anping, a pochi chilometri dalle linee giapponesi. I mercanti cinesi e la piccola comunità europea della città osservarono con apprensione questo sviluppo. L'umore dei soldati poteva facilmente degenerare e c'era il pericolo che tornassero a saccheggiare la città. I residenti europei giocarono un ruolo decisivo negli eventi. Tre impiegati europei della Dogana Marittima di Anping, Burton, McCallum e Alliston, convinsero i soldati cinesi accorsi ad Anping a consegnar loro le armi in custodia e ad arrendersi pacificamente ai giapponesi. Quasi 10000 soldati cinesi lasciarono le loro armi e si sedettero in attesa degli eventi. La raccolta delle armi durò tutto il giorno e al calar della notte tra  7000 e 8000 fucili furono stati messi al sicuro in uno dei depositi della dogana marittima.
Il passo successivo fu quello di invitare i giapponesi ad entrare a Tainan. I mercanti cinesi scrissero una lettera ai giapponesi, assicurandoli sul fatto che le truppe cinesi avevano deposto le armi e pregandoli di entrare in città il prima possibile, per mantenere l'ordine. Nessuno, però, era disposto a correre i rischi che comportava consegnare questo messaggio ai giapponesi. Alla fine due missionari della missione presbiteriana inglese, James Fergusson e Thomas Barclay, accettarono di compiere il pericoloso viaggio da Tainan al quartier generale del tenente generale Nogi a Ji-chang-hang, pochi chilometri a sud della città. Si avviarono poco prima del tramonto e si diressero verso le linee del fronte giapponese. Dopo aver camminato per alcune ore, furono fermati da un colpo di fucile di una sentinella giapponese e poi furono portati al cospetto del generale Nogi. Nogi, come naturale, temeva un possibile tradimento cinese, ma alla fine decise di marciare su Tainan quella notte stessa e di entrare in città il mattino seguente. Barclay e Fergusson raccontarono in seguito la loro avventura a William Campbell, un altro membro della missione presbiteriana inglese, che ci ha lasciato una descrizione dell'avvenimento.
La colonna di Nogi entrò a Tainan alle 7 del mattino del 21 ottobre 1895 e alle 9 ne aveva preso il totale controllo. Le truppe della colonna del principe Fushimi arrivarono nel pomeriggio dello stesso giorno.  La capitolazione di Tainan pose fine alla resistenza formosana e instaurò di fatto il dominio coloniale giapponese su Formosa.